# Rosalyn Sussman Yalow
Rosalyn Sussman Yalow, geboren als Rosalyn Sussman, (New York, 19 juli 1921 – aldaar, 30 mei 2011) was een Joods-Amerikaans medisch-natuurkundige en Nobelprijswinnaar. In 1977 won ze de Nobelprijs voor de geneeskunde voor het ontwikkelen van de Yalow-Berson methode. Ze deelde de prijs met Roger Guillemin en Andrew Schally die de prijs voor een ander onderzoek kregen.

## Biografie
Yalow werd geboren als de dochter van Simon Sussman en Clara Zipper, Joodse immigranten. Ze genoot haar opleiding aan de Walton High School in New York. Eind jaren dertig ving ze haar studie aan het Hunter College aan, een aan de City University of New York verbonden college voor vrouwelijke studenten. Hier ontwikkelde zij haar interesse voor natuur- en scheikunde.
Yalow begon haar carrière als secretaresse van Dr. Rudolf Schoenheimer, een vooraanstaand biochemicus verbonden aan het College van Artsen en Chirurgen van de Columbia-universiteit. Zij volgde een opleiding stenografie en trad in diens als secretaresse van Michael Heidelberger. Omdat door de Tweede Wereldoorlog veel mannen werden opgeroepen voor de dienstplicht ontving zij een aanbod om te assisteren bij de natuurkundecolleges aan de Universiteit van Illinois te Urbana-Champaign. Ze was de eerste vrouwelijke stafmedewerkster sinds 1917. In 1943 trouwde ze met Aaron Yalow. In 1945 behaalde ze als eerste vrouw van die universiteit haar doctoraat in de kernfysica.
Na haar studie trad ze in dienst van het Bronx Veterans Administration Ziekenhuis om te assisteren bij het opzetten van een radio-isotopische dienst. Hier ontmoette zij Solomon Berson, een New Yorkse medicus die onderzoek deed naar suikerziekte, en met wie zij nadien tot aan diens overlijden in 1972 samenwerkte. Samen ontwikkelden ze radioimmunoassay (RIA), een techniek waarmee – middels radioactieve tracers – minuscule hoeveelheden van een biologische substantie kunnen worden gemeten in het bloed. Oorspronkelijk werd deze methode gebruikt voor het meten van insuline-niveaus bij diabetes mellitus-patiënten. Later werd de techniek ook toegepast voor veel andere substanties zoals hormonen, gifstoffen, vitamines en enzymen, alsmede het meten van concentraties verdovende middelen in het bloed. Ondanks het grote commerciële potentieel van de methode weigerden Yalow en Berson er een patent op te nemen omdat ze wilden dat de mensheid kon profiteren van deze techniek.
In 1968 werd Yallow aangesteld als onderzoekshoogleraar aan het Mount Sinai Ziekenhuis, New York. Later vervulde ze er de functie van Solomon Berson Distinguished Professor at Large.
In 1975 ontvingen Yalow en Berson de AMA Scientific Achievement Award. Het jaar erop werd Yalow de eerste vrouwelijke winnaar van de Albert Lasker Award for Basic Medical Research en in 1988 kreeg zij de National Medal of Science.